# Joseph Bonsirven
Joseph Paul Bonsirven, né le 26 janvier 1880 à Lavaur (Tarn), et, mort le 12 février 1958 à Toulouse, est un jésuite, bibliste et théologien français.

## Éléments biographiques
Né en 1880 à Lavaur, il est dès sa formation au sacerdoce remarqué pour son don des langues. Après son ordination en 1903 à Albi, il est spécialisé dans le domaine des études bibliques. Passionné par les racines juives du christianisme, il s'ouvre au monde juif et entretient des relations amicales avec plusieurs rabbins. Comme il est soupçonné de modernisme en raison de ses liens avec Eudoxe Mignot (qui l'avait ordonné en tant qu'archevêque d'Albi) dont il partageait l'intérêt pour Alfred Loisy et l'admiration pour Marie-Joseph Lagrange, la Commission biblique pontificale lui interdit en mai 1910, malgré sa récente mention « très bien » en licence d'exégèse, de soutenir sa thèse de doctorat, intitulée Eschatologie rabbinique d'après les targums, talmuds, midrashs. Les éléments communs avec le Nouveau Testament. Il revient donc dans son diocèse se consacrer à la vie pastorale.
Entré chez les Jésuites après la Première Guerre mondiale, il devient pour ses confrères professeur d'exégèse biblique et conclut sa carrière à Rome (1948-1953).

## Publications
La revue Biblica, t.39, de 1958, présente la liste complète de ses œuvres.
• Le Judaïsme palestinien au temps de Jésus-Christ, Paris , Beauchesne, 1934. Livre fondamental et pionnier sur l'enracinement du christianisme dans le judaïsme. Une édition abrégée est parue en 1950.
• Les Idées juives au temps de Notre Seigneur, Paris, Bloud et Gay, 1934.
- Les Juifs et Jésus. Attitudes nouvelles, Paris, Beauchesne, 1937. In-16°de 252 p.
- Exégèse rabbinique et exégèse paulinienne, Paris, Beauchesne, Bibliothèque de théologie historique, 1939. In-8° de 405 p.
- Textes rabbiniques des deux premiers siècles pour servir à l'intelligence du Nouveau Testament, Rome, Institut biblique pontifical, 1954, Grand in-8° de XII. - 804 pp.